# Maia Brewton
Maia Luisa Brewton (Los Ángeles, 30 de septiembre de 1977) es una actriz y abogada estadounidense. Es conocida por sus papeles como Sara Anderson, niña obsesionada con Thor, en la película Adventures in Babysitting de 1987, y como Shelly Lewis, la hermana del personaje principal en el programa de Fox Network Parker Lewis Can't Lose, de 1990 a 1993.

## Carrera de actuación
En 1985, apareció en Back to the Future como Sally Baines, la hermana menor de la madre de Marty McFly, Lorraine Baines. Luego interpretó a Margaret Ann Culver en la serie de televisión de corta duración de 1985 Lime Street, protagonizada por Robert Wagner y Samantha Smith. Después de su papel en Adventures in Babysitting, interpretó a una de los niños en la película para televisión de 1990 con Robert Mitchum que fue la base de la serie A Family for Joe, y coprotagonizó la película para televisión de 1990 Sky Trackers con Pamela Sue Martin. A esto le siguió su participación en Parker Lewis Can't Lose.
Entre otros papeles televisivos que tuvo a finales de la década de 1980, se incluyen apariciones en 21 Jump Street, Highway to Heaven, Trapper John, MD y The Wonder Years. También ha actuado en varias producciones teatrales, más notablemente en el City Garage Theatre en Santa Mónica, California.

## Vida personal
Maia se declaró lesbiana y se casó con Lara Spotts en 2008. La pareja tiene dos hijos gemelos.

## Filmografía parcial
- Back to the Future (1985), Sally Baines
- Lime Street (1985), Margaret Ann Culver
- The Deliberate Stranger (1986), Jenny Richter
- Adventures in Babysitting (1987), Sara Anderson
- A Family for Joe (1990), Holly Bankston
- Parker Lewis Can't Lose (1990-1993), Shelly Lewis